# Destin Sandlin
Destin Wilson Sandlin (nacido en 1981) es un ingeniero estadounidense y comunicador de ciencia ampliamente conocido por su serie de vídeos educativos Smarter Every Day (SED) (más listo cada día en español), que se puede ver en un canal de Youtube con el mismo nombre. Destin empezó a hacer vídeos en 2007.
El canal de Sandlin acapara ya más de 6 millones de subscriptores y tiene unos 500 millones de visualizaciones. A principios de 2016, Destin fue uno de los tres Youtubers escogidos para hacer una entrevista cara a cara con el entonces presidente de los Estados Unidos Barack Obama tras su último Discurso del estado de la Unión. Las entrevistas las patrocinó Google y fueron parte de una iniciativa de la Casa Blanca que intentaba acercarse a los millennials.
En abril  de 2016, Sandlin comenzó un segundo canal de YouTube llamado The Sound Traveler, en este canal utiliza una Gopro y recopila audio en tres dimensiones para intentar trasladar a las personas que lo escuchan a ese momento y lugar (hay que usar auriculares).
En febrero  de 2017 Destin comenzó un podcast llamado No Dumb Questions, con su amigo Mate Whitman, en el cual los dos hablan de un amplio espectro de temas y los interpretan desde distintos ángulos.

## Estudios y experiencia
Sandlin Tiene un Bachiller Universitario en ingeniería mecánica en la Universidad de Alabama y un Máster Universitario en ingeniería aeroespacial de la Universidad de Alabama en Huntsville. Cuando era estudiante en la universidad se le otorgó el premio al Senior más excepcional. Mientras estaba en la Universidad de Alabama también se formó en Administración Empresarial. Destin era, hasta finales de 2018, un Ingeniero de pruebas de vuelo de misiles en el Arsenal Redstone. Es candidato a doctor en la Universidad de Alabama, recomendado por el Dr. Kavan Hazeli.
Reside en Huntsville (Alabama) Destin está casado y con cuatro hijos (dos hijas y dos hijos). Desde 2012 Sandlin ha apoyado y colaborado con 'Not Forgotten', una ONG que ayuda a niños sin padres en Perú.
Afirma que su fascinación por el método científico y su trabajo de ingeniero de pruebas de vuelo de misiles le han llevado a crear sus vídeos educativos. 

## Smarter Every Day

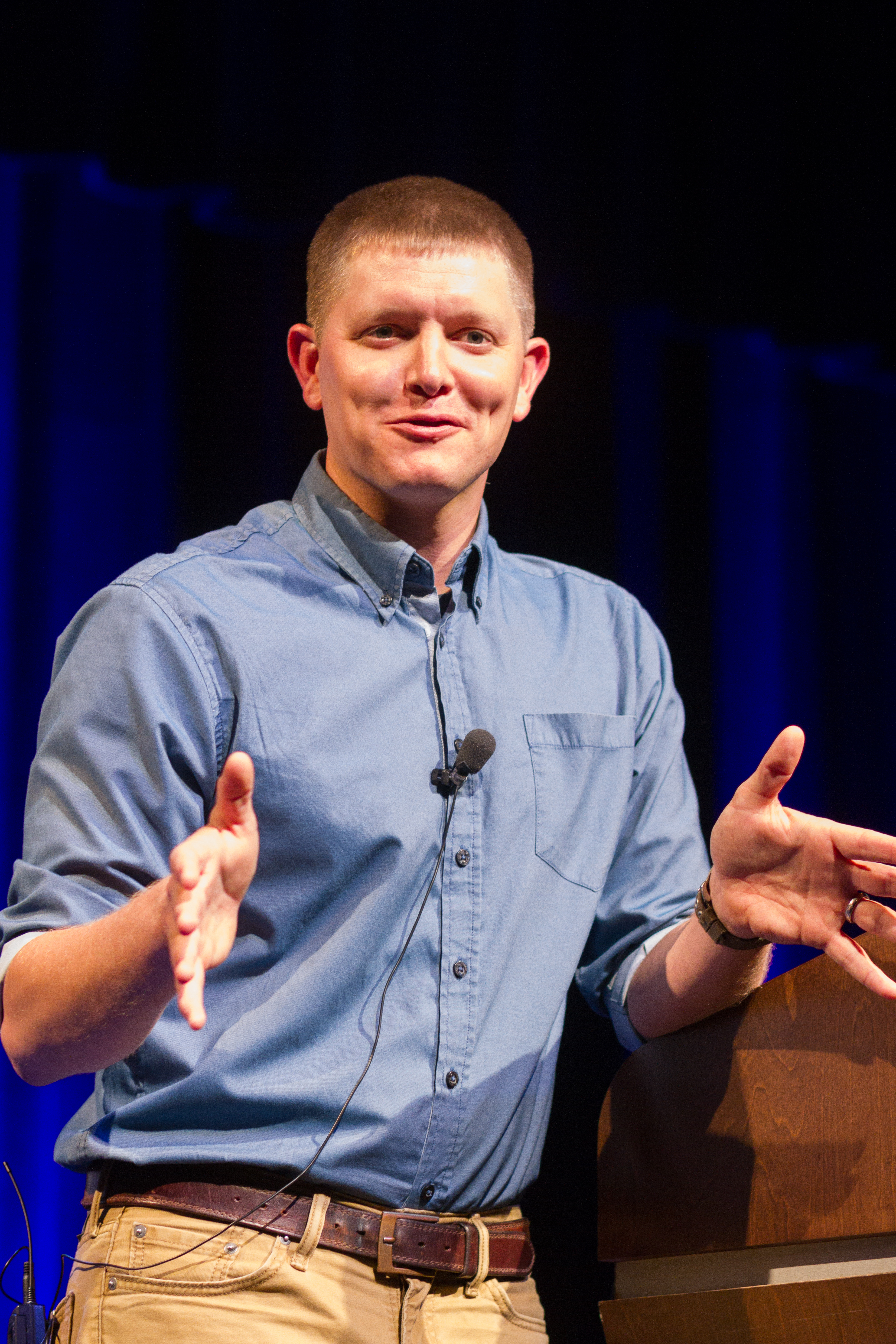
Sandlin en Skepticon en noviembre de 2015.

Sandlin Empezó a subir vídeos en 2007, su primer vídeo en completar el hito de llegar a 1 millón de visitas lo subió el 19 de julio de 2009. El vídeo trataba de como las gallinas son capaces de mantener su cabeza estable en todo momento. 
Destin lanzó oficialmente lanzó Smarter Every Day el 24 de abril de 2011 con un vídeo relacionado con la diferencia que hay entre la detonación y la deflagración ("Detonation vs Deflagration - Smarter Every Day 1"). De esta manera utilizó este término para los futuros vídeos de su canal.
Los episodios de Smarter Every Day tratan de temas que implican el descubrimiento y exploración científicos. Destin es el presentador y narrador de estos episodios. A Sandlin le fascina el vuelo y el espacio, y su canal es un fiel de reflejo de esto. Aun así, sus vídeos exploran una amplia variedad de temas que incluyen los efectos de la hipoxia en el cerebro humano, la curiosa resistencia de las gotas del príncipe Rupert y una bicicleta prácticamente imposible de montar ya que gira de forma contraria a la habitual.

## PodcastNo Dumb Questions
En 2017, Sandlin comenzó un podcast con su mejor amigo de Wyoming, Mate Whitman. Este podcast trata sobre espectáculos musicales como por ejemplo la versión realzada de "The Winged Hussars" por Sabaton.